# Indre Fosen
Indre Fosen est une kommune norvégienne située dans le comté de Trøndelag. Elle fait partie de la région de Fosen et a été formée par la fusion des communes de Leksvik et Rissa le 1er janvier 2020.

## Géographie
La commune d'Indre Fosen est située dans la partie sud de la péninsule de Fosen, le long de la côte du Trondheimsfjord et du Stjørnfjord, entourant d'eau le territoire communal sur trois côtés. Il existe plusieurs grands lacs situés sur le territoire de la commune, notamment les lacs Storvatnet, Meltingvatnet et Botn. 

### Transports
La commune est desservie par le ferry qui relie le village de Rørvik au nord à la ville de Trondheim au sud en traversant le Trondheimsfjord.